# Loes Geurts
Loes Geurts, född 12 januari 1986 i Wûnseradiel i Friesland, är en nederländsk fotbollsspelare (målvakt) som sedan 2018 spelar för BK Häcken i Damallsvenskan.
I augusti 2005 debuterade hon i det nederländska fotbollslandslaget. Geurts har tidigare bland annat spelat för tyska FFC Heike Rheine, nederländska AZ Alkmaar och svenska Vittsjö GIK.